# Медицинска антропологија
Медицинска антропологија и/или  антропологија здравља и болести једна је од научних дисциплина антропологије, која се бави изучавањем промена како у биомедицинским наукама тако и у комплементарној и алтернативној медицини, и различитим концепатима болести и здравља. Полазећи од дефиниције да медицинска антропологија изучава како традиција, култура и обичаји утичу на обољевање људи као и на исход болести, а исто тако изучава и методе дијагностике и лечења у традиционалној медицини разних народа, њено интересовање посебно је опредељено ка изучавању феномена који имају утицаја на савремене начине перципирања и третирања телесности, болести и медицинске праске, као у области здравствене заштите, тако и у области утицаја поремећаја здравља и болести на процесе у друштву. Такође њена истраживања везана су и за позиционирање традиционалне, народне, комплементарне и алтернативне медицине у савременим условима и настојањима да се оне дефинишу или класификују у оквиру модерне медицине.

## Полазне основе у медицинској антропологији
Било која култура и друштво у свету конципирају, разумеју и односе се према феноменима здравља и болести на себи својствен начин. Данас, у том смислу, биомедицина има веома значајну улогу, али схватања која постоје у њој коегзистирају са представама присутним у комплементарним, алтернативним, традиционалним, популарним и лаичким концептима.
Појмови болести и здравља најчешће се дефинишу један у односу на другог, али се првенствено формирају у односу на постојеће представе о телу, моралу, роду, етницитету, социјалним разликама, класи и другим друштвеним категоријама, културним феноменима и другим променама у друштву. Тако се, нпр. болест схвата као универзално људско искуство које јенеопходно посматрати у оквирима културних значења, најчешће у односу на то шта конституише физиолошки здраво тело.

## Историја
Антропологија као научна дисциплина је област које, кроз проблематизовање личног искуства и емоција, пружа велике могућности за изучавање телесности, али и различитих социокултурних феномена са којима поменуте категорије стално корелирају. У том контексту проучавање представа о здрављу и болести, као и проучавања различитих медицинских пракси постају главна поља за антропологију.
Људска телесност је све до краја седамдесетих година 20. века превенствено посматрана као билошка и генетска датост, и није представља предмет интересовања друштвених, већ природних наука попут биологије или медицине. Због маргинализовање тела од стране одређених наука, то стање се одражавало и на однос друшвене науке према проблематици изучавања социокултурних аспеката здравља, болести и разних облика медицинске праксе.
И у самим антрополошким изучавањима разних облика медицинске праксе и система, етномедицина и етнопсихијатрија дуго времена имале су примарна интересовања, пре свега кроз проучавање нативних и „традиционалних“ видова лечења и приступа здрављу односно болести, које су не тако често биле и у директној вези са изучавањем магијских пракси и религије. Проучаване су методе, фармакопеје, етно-
ботаника, обичаји и ритуали који су обављани у сврху исцељења или превенције, и то првенствено незападних и „традицијских“ друштава, или што би се могло окаректарисати егзотичним и/или архаичним са становишта западне антропологије. У таквим условима сви они медицински системи који нису садржали карактеристике такозване западне медицине, најчешће су називани примитивним.
У развоју медицинске антропологије битну улогу имала је и физичка антропологија, или интересовање за биолошке проблеме, еволуцију човека, адаптацију, упоредну анатомију, генетику, питање раса, форензичку медицину, биомедицински инжењеринг и слично.
Тек од осамдесетих година 20. века, упоредо са променама тенденција проучавања тела у антропологији, мења се и приступ проучавању концепата здравља и болести, а самим тим и медицине. Социјалне и културне димензије ове проблематике све више постају тема антрополошких изучавања. Изучавају се симболичке, друштвене и културне конструкције, значења и тумачења како концепата здравља и болести, тако и превентивних, дијагностичких, терапеутских и рехабилитационих пракси.
| „ | Прецизније речено, медицински системи и праксе почињу да се посматрају као специфични продукти одређених културних, душтвених и историјских дискурса, што проширује поље медицинске антропологије и на научну биомедицину, посматрајући је такође као културну форму, односно као феномен настао у одређеном контексту, који заслужује да као такав буде предмет изучавања. | ” |

С краја 20. века антрополози све више посвећују пажњу анализи културних представа и друштвених пракси које се односе на питања здравља, болести и медицине, и у оквиру својих истраживања испитују утицаје социјалних, културних, биолошких и лингвистичких фактора на представе о здрављу, на превенцију и третирање болести, као и на друштвене односе и културно позиционирање медицинских система. Ова група антрополога настоје да установи на који начин односи човека са једне и животне средине, културних норми, друштвених институција и политике, са друге стране, утичу на искуство здравља појединца или неке друштвене заједнице. Тако је у антропологију уведен став „да антрополошка проучавања медицинских питања омогућавају врло значајан увид у однос између индивидуалног искуства и социокултурног поретка.”
У првим деценијама 21. века медицинска антропологија настоји да прикаже начине на које култура обликује представе о здрављу и телу, као и социјалну продукцију медицинских знања и пракси.

### Области интересовања савремене антропологије
Многи аутори данас сматрају да антропологија може значајно применити своја знања, резултате проучавања и компетенцију у области медицине и бриге о здрављу, јер су области којима се савремена медицинска антропологија бави, свеобухватне:
- Широк дијапазон социокултурних феномена попут биомедицине, етномедицине, алтернативних и плуралистичких исцелитељских модалитета и процеса.
- Искуства о болестима и социјални односи у вези са њима,
- Социокултурни и историјски услови који образују медицинске праксе и политике.
- Употребе и интерпретација фармацеутских и биотехнолошких форми, али и испитивање комерцијализације и комодификације здравља и медицине.
- Социјални и културни аспекти преношења болести и зараза, наследних и хроничних болести,
- Различите употребе и могућности приватних и државних ресурса здравствене заштите,
- Перцепција ризика, вулнерабилности и одговорности у домену здравствене заштите.
- фактори који утичу на здравље, исхрану
- Промене у здравственој заштити и друштвеној организацији у оквиру медицинских система
- Промене у конципирању телесности.
- Примена критички ангажоване, али и клинички релевантне антропологије.

## Медицинска антропологија и комплементарна и алтернативнa медицинскa праксa
Како се у неким контекстима алтернативна и комплементарана медицина посматра као модеран облик „народне медицине“, која се заснива на аналогији: да се и у народној као и у савременој алтернативној и комплементарној медицини основни принципи лечења заснивају на терапији биљем, магијом и праксама утемељеним на религијским веровањима, односно езотеричним знањима, у ову област истраживања укључила се медицинска антропологија, како би заузела свој став.
Зато у том смислу, данашњи антрополози настоје да детаљније испитају улогу „народне медицине” или алтернативне и комплементарне медицие у одређеним социокултурним контекстима, и истраже њен утицај на популацију која се њоме бави или је на било који начин користи. Предмет њихове пажње су такође и искуства те популације, њено перципирање себе и света, друштвене улоге и позиције.
Тако се код појединих антрополога, јавила жеља, да покушају да изврше класификацију алтернативних медицинских пракси.
Васкилампијина класификација
Васкилампи права предлаже дводимензионалну класификациону шему по којој се алтернативна медицина дели према начину учења, лечења, преношења и према свом садржају. При томе наводи да је тешко направити јасне границе и да су класификације увек подложне варирању.
По њој исцелитељске праксе могу бити према начину учења, односно њиховог преношења (неке су саставни део постојећих народних знања, те је начин њиховог преношења неформалан, а неке се формално уче у одговарајућим образовним центрима)
Према свом садржају (неке су засноване на езотеричним системима веровања, док се друге развијају искључиво кроз емпиријске процесе експериментисања).
Клајнманова класификација
Ово је једна од најутицајнијих класификација у којој је Клајмане настојао да групише алтернативне исцелитељске праксе према начину преношења и „организовању“ медицинског знања, указујући на природу и степен когнитивне дистанце односно, степен дељења експланаторног модела болести и исцелитељских програма између исцелитеља и пацијента. Он исцелитељске праксе дели у три сектора: професионални, фолклорни и популарни.
1. Професионални сектор обухвата и биомедицину и оне алтерантивне терапије које су професионално организоване и институционализоване, али чији су системи знања релативно удаљени од постојећих,
културно доминантних.
2. Фолклорни сектор се односи на такозване стручњаке који нису ни професионализовани, нити институционализовани, али њихови системи знања и пракси су блиски локалним концептима здравља и болести.
3. Популарни сектор се састоји од свега онога што људи чине у настојању да се изборе са здравственим поремећајима, ослањајући се на сопствена виђења могућности за превенцију или лечење болести.

## Дефиниција здравља
Светска здравствена организација (СЗО) 1948. године дефинише здравље,
| „ | ... као стање потпуног физичког, менталног и друштвеног благостања, а не само као одсуство болести и немоћи. | ” |

Међутим, у биомедицинској пракси годинама је претежно занемариван и утицај социокултурних фактора не само на поимање феномена здравља / болести, већ и на њихов третман.
Класична психијатрија инсистира у дефиницији здравља на;
| „ | ... постојању универзалног језгра болести, окруженог слојевима културних и идиосинкретских феномена, чијим се уклањањем долази до основне болести која је заједничка свим културама. | ” |

Док класична антрополошки оријентисан кроскултурална психијатрија сматра;
| „ | ...да су културе самосадржајне монаде које се не могу упоређивати и да културне конвенције одређују оно што се дефинише као нормално или абнормално понашање са свим даљим импликацијама. | ” |

## Шта је здраво („нормално”) а шта болесно („ненормално”)?
Истраживања медицинске антропологије указују на то да се мишљење о томе шта је здраво, „нормално“, а шта болесно или „ненормално“, разликују од културе до културе. од народа до народа. Зато се уочава да нешто што једна култура сматра као здраво и „нормално” (тело, облик понашања...) у некој другој култури је симптом или знак болести. У складу са тaквим одређивањем стања (здраво/болесно), настају и посебни односи према болестима и болесницима, односно различити облици превентивних, дијагностичких, терапеутских и рехабилитационих пракси.
Сви досадашњи покушаји дефинисања појма болест и свега онога што овај појам означава, прилично су проблематични јер је искуство болести најчешће промењљиви и сложено, и зато га је јако тешко и у потпуности изразити и описати само терминима, попут ових:мучнина, бол, нелагодност, грозница... У том смислу и тумачења симптома болести и њених узрока варирају, у зависности од различитих чинилаца (биолошких, социјалних, еколошких и културолошких).
И поред тога што се се болест и патња као феномени сматрају универзалним, не може се рећи и да су све болести универзалне и свуда присутне јер су нпр. неке су карактеристичне само за одређене климатско - географске регије.
Поједини аутори сматрају да су неке болести одраз социјалног и културног стања појединих друштава и да (болесно) тело у том смислу осликава или представља одговор на социјалне, класне и родне разлике, репресију, економска, политичка и религијска питања, животне и радне услове, друштвене норме и сл.

## Антрополошке теорије о узроцима болести
Најпознатије класификационе шеме антрополога су дело Џ. Мардок, А. Јанг и Џ. М. Фостер.19

### Теорија Џорџа Мардока
По теорији Џорџа Мардока болести се деле у две основне категорије:

#### Теорије о природној узрочности
По схватању Џорџа Мардока у ову групу треба сврстати све теорије о природној узрочности, које могу „изгледати“ разумно модерној медицинској науци:(нпр. стрес, инфекције, органски поремећаји и несреће)

#### Теорије о натприродној узрочности Џорџа Мердока
У ову категорију по Џорџу Мардоку спадају све теорије о натприродној узрочности које биомедицина не признаје као валидне. Оне се, по њему, могу сврстати у три групе:
- Теорије о мистичној узрочности болести (судбина, злослутне сензације, заразе и мистичне казне),
- Теорије о магијској узрочности болести (враџбине и вештичарство),
- Теорије о анимистичкој узрочности болести (губитак душе, агресија духова).[18][19]

### Теорије Џ.М. Фостера
Џ. М. Фостер у разврставању теорија ослања се на критеријуме етиологије болести, и по њему постоје два основна типа незападних медицинских система – натуралистички (naturalistic) и персоналистички (personalistic).

#### Натуралистички систем
У натуралистичким системима болест се објашњавауопштеним појмовима који се доводе у везу са хладноћом, топлотом, влагом, и нарочито поремећајем баланса основних елемената у телу.С тим у вези, истиче овај антрополог, и превентивна пракса подразу-мева избегавање ситуација и понашања које би могле да проузрокујуболест, а терапеутска интервенција је оријентисана ка успостављањутелесне равнотеже.

#### Персоналистички систем
У персоналистичком систему Фостер посматра болест као посебан случај у објашњавању несрећа проузрокованх уплитањем људског (вештице или врача), нељудског (злог духа, предака и сл) или натприродног фактора (божанства или неког другог моћног бића), а терапеутска интервенција се првенствено односи на утврђивање узрока, односно узрочника болести.

### Јангова класификација
Јангова класификација теорија о болестима креће се у оквиру поделе на интернализујуће (internalizing) и екстернализујуће (externalizing) системе.

#### Интернализујући системи
Интернaлизујући системи се односе на физиолошка објашњења и интерне механизме који омогућавају да се одреде симптоми болести и болест на основу онога што се дешава унутар тела оболелог, а терапеутске праксе зависе од способности исцелитеља да тој особи поврати физиолошку равнотежу (у ову категорију би могла да се уклопи и западна медицина).

#### Екстернализујући системи
Према Јанговом мишљењу, екстернализујући системи зависе од етиолошких објашњења „озбиљних болести“ чији се узроци налазе изван тела оболелог, те тако болест заправо представља „симптом поремећених односа“.